# العلاقات المجرية المكسيكية
العلاقات المجرية المكسيكية هي العلاقات الثنائية التي تجمع بين المجر والمكسيك.

## مقارنة بين البلدين
هذه مقارنة عامة ومرجعية للدولتين:
| وجه المقارنة                                              | المجر                                                       | المكسيك                                                                               |
| --------------------------------------------------------- | ----------------------------------------------------------- | ------------------------------------------------------------------------------------- |
| المساحة (كم2)                                             | 93.04 ألف                                                   | 1.97 مليون                                                                            |
| عدد السكان (نسمة)                                         | 9.78 مليون                                                  | 130.53 مليون                                                                          |
| الكثافة السكانية (ن./كم²)                                 | 105.12                                                      | 66.26                                                                                 |
| العاصمة                                                   | بودابست                                                     | مدينة مكسيكو                                                                          |
| اللغة الرسمية                                             | لغة مجرية                                                   | اللغة الإسبانية                                                                       |
| العملة                                                    | فورنت مجري                                                  | بيزو مكسيكي                                                                           |
| الناتج المحلي الإجمالي (بليون دولار)                      | 139.14 مليار                                                | 1.15 تريليون                                                                          |
| الناتج المحلي الإجمالي (تعادل القوة الشرائية) بليون دولار | 260.42 مليار                                                | 2.16 تريليون                                                                          |
| الناتج المحلي الإجمالي الاسمي للفرد دولار أمريكي          | 12.36 ألف                                                   | 9.01 ألف                                                                              |
| الناتج المحلي الإجمالي للفرد دولار أمريكي                 | 25.07 ألف                                                   | 17.32 ألف                                                                             |
| مؤشر التنمية البشرية                                      | 0.828                                                       | 0.756                                                                                 |
| رمز المكالمات الدولي                                      | +36                                                         | +52                                                                                   |
| رمز الإنترنت                                              | .hu                                                         | .mx                                                                                   |
| المنطقة الزمنية                                           | ت ع م+01:00، ت ع م+02:00، أوروبا/بودابست ‏، توقيت وسط أوروبا | منطقة زمنية وسطى، المنطقة الزمنية الجبلية، زمن منطقة المحيط الهادئ، منطقة زمنية شرقية |

## منظمات دولية مشتركة
يشترك البلدان في عضوية مجموعة من المنظمات الدولية، منها:
| علم المنظمة | اسم المنظمة                        | تاريخ انضمام المجر | تاريخ انضمام المكسيك |
| ----------- | ---------------------------------- | ------------------ | -------------------- |
|             | مؤسسة التنمية الدولية              | 29 أبريل 1985      | 24 أبريل 1961        |
|             | يونسكو                             | 14 سبتمبر 1948     | 4 نوفمبر 1946        |
|             | وكالة ضمان الاستثمار متعدد الأطراف | 21 أبريل 1988      | 1 يوليو 2009         |
|             | منظمة التعاون الاقتصادي والتنمية   | 7 مايو 1996        | ?                    |
|             | الأمم المتحدة                      | 14 ديسمبر 1955     | 7 نوفمبر 1945        |
|             | الفريق المعني برصد الأرض           | ?                  | ?                    |
|             | الاتحاد البريدي العالمي            | ?                  | ?                    |
|             | البنك الدولي للإنشاء والتعمير      | 7 يوليو 1982       | 31 ديسمبر 1945       |
|             | الاتحاد الدولي للاتصالات           | 1866               | 1 يوليو 1908         |
|             | منظمة حظر الأسلحة الكيميائية       | ?                  | ?                    |
|             | مؤسسة التمويل الدولية              | 29 أبريل 1985      | 20 يوليو 1956        |
|             | مجموعة أستراليا                    | 1993               | 2013                 |
|             | منظمة التجارة العالمية             | 1995               | 1995                 |
|             | مجموعة الموردين النوويين           | ?                  | ?                    |
|             | منظمة الشرطة الجنائية الدولية      | ?                  | ?                    |

## أعلام
هذه قائمة لبعض الشخصيات التي تربطها علاقات بالبلدين:
- أونا جرايير (ممثلة كندية، 24 فبراير 1978 – )
- روبيرتو ماتيوس (28 أبريل 1963 – )

## وصلات خارجية
- موقع وزارة الخارجية المجرية
- موقع وزارة الخارجية المكسيكية